# Tajerouine (délégation)
Tajerouine est une délégation tunisienne dépendant du gouvernorat du Kef. Son chef-lieu est Tajerouine.
En 2004, elle compte 30 659 habitants dont 14 893 hommes et 15 766 femmes répartis dans 7 155 ménages et 7 941 logements.